# Colin Charles Walker
Colin Charles Walker (* 1952) ist ein britischer Botaniker, der sich vor allem auf das Sammeln von Samenpflanzen spezialisierte. Besonders beschäftigt er sich mit den Pflanzengattung der Aloen, der Seidenpflanzengewächse oder den Storchschnabelgewächsen. Sein offizielles botanisches Autorenkürzel lautet „C.C.Walker“.

## Leben und Karriere
Im Laufe seiner Karriere spezialisierte er sich vor allem auf die Pflanzengattung der Aloen, tätigte aber bereits in den frühen 1980er Jahren Erstbeschreibungen zu anderen Gattungen. Dabei unter anderem von Brachystelma mortonii, die zur Gattung der Brachystelma gehört, zu Monsonia lavrani (Halda) und × Tavarorbea. Des Weiteren definierte er auch die Gattung der Umbilicus, und betreut seit 2001 die Bradleya, die sich vor allem mit Kakteen und Sukkulenten beschäftigt.
Zusammen mit Susan Carter, John Jacob Lavranos und Leonard Eric Newton war er Autor des 2011 erschienenen Pflanzenführers Aloes. The definitive guide.
Weitere Hauptgebiete Newtons sind neben den Aloen auch die Seidenpflanzengewächse oder die Storchschnabelgewächse.